# Corts Catalanes
La Cort General de Catalunya o Corts Catalanes fou l'òrgan legislatiu del Principat de Catalunya des del segle xiii fins al segle xviii, les quals eren convocades pel rei d'Aragó i comte de Barcelona. Establertes el 1283, segons Thomas Bisson, han estat considerades des d'antic pels historiadors el model per excel·lència del parlament medieval. Les Corts Catalanes provenen de l'evolució institucional de la Cort Comtal dels comtes de Barcelona i recullen la tradició de les assemblees de Pau i Treva de Déu iniciades el 1027.
Aquestes corts són el primer parlament europeu en que el rei necessita l'aprovació i que dicta unes constitucions amb un rang superior al dels edictes reials i que obliguen per tant al propi rei.
Quan eren convocades simultàniament amb les Corts del Regne d'Aragó i les del Regne de València conformaven conjuntament les Corts Generals de la Corona d'Aragó, tot i que treballaven com a corts separades i generaven, cadascuna d'elles, legislació i decisions únicament pels seus propis reialmes.

## Composició
Les componien el rei com a comte de Barcelona i els anomenats tres braços de corts, representant a cadascun dels tres estaments: L'eclesiàstic, encapçalat per l'Arquebisbe de Tarragona, el militar o noble, liderat pel Duc de Cardona, i el reial o de les viles, presidit pel Conseller en cap de Barcelona; els membres d'aquest últim eren anomenats síndics. El rei convocava i obria les Corts amb un discurs o «proposició reial». La legislació es promulgava basant-se en l'acord entre el rei i els braços de cort, els quals podien reunir-se per separat o conjuntament. després de la celebració del soli reial de clausura.

## Lleis: les constitucions generals de Catalunya
Les legislacions que es promulgaven basant-se en l'acord entre el rei i els braços (dret paccionat) s'anomenaven «constitucions generals de Catalunya», qualificatiu que agrupava les constitucions, els capítols de cort i els actes de cort: 
- Constitució: llei proposada pel rei, i que necessitava l'aprovació dels braços de corts.
- Capítol de cort: llei proposada pels braços, i que necessitava l'aprovació del rei.
- Acte de cort: un acte pactat, o dut a terme, amb l'aprovació dels braços.

Finalitzades les corts, els seus acords tenien força de llei, en el sentit de contracte que el rei no podia revocar, i eren publicades i editades.

## Història

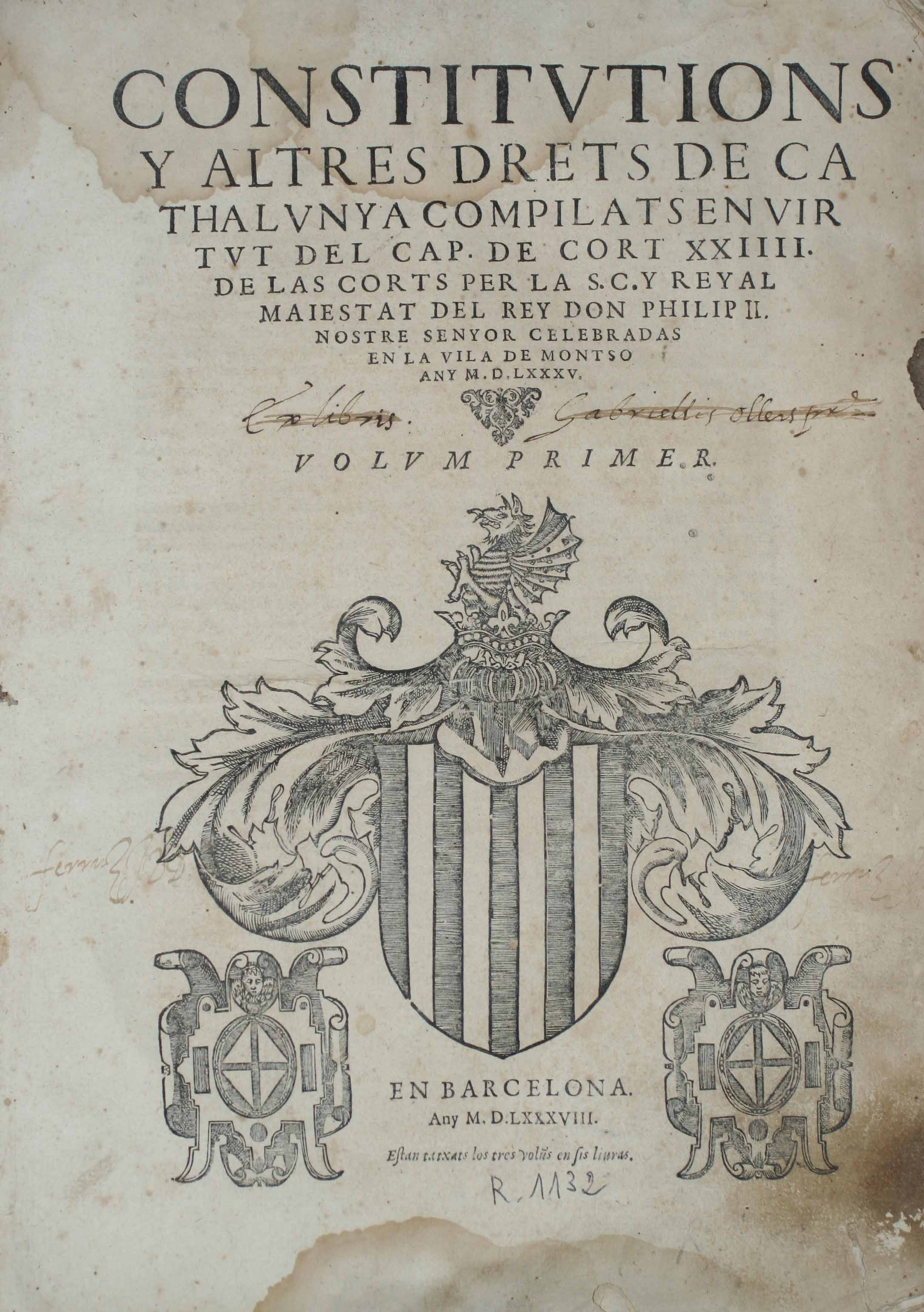
Constitucions de Catalunya de 1585

### Antecedents: les assemblees de Pau i Treva de Déu
Els antecedents de les Corts Reials Catalanes cal situar-los en la Cort Comtal de Barcelona (vers l'any 1000) i en aquelles assemblees de Pau i Treva que des del 1021 es reunien per deliberar i pactar la interrupció de les guerres i els actes de violència. L'any 1192 el braç popular participà per primer cop a l'assemblea de Pau i Treva. Amb la unió dinàstica del Comtat de Barcelona amb el Regne d'Aragó (1137) la Cort Comtal passà a anomenar-se Cort Reial.

### Assemblees i corts de Jaume I
El 1214 se celebrà una Cort Reial convocada pel legat pontifici, el cardenal Pere de Benevent, al castell de la Suda de Lleida, que responia a la necessitat d'arranjar la confusa situació del país després de la mort del rei Pere el Catòlic a la batalla de Muret (1213). L'infant Jaume I, de 6 anys, hi feu el seu jurament davant dels prelats i magnats de la cúria reial, dels representants de les ciutats i de les viles. Durant el regnat de Jaume I (1218-1276) es reunien assemblees convocades pel rei com a representatives dels estaments socials de l'època, però encara sense caràcter legislatiu reconegut més enllà del que atorgava el costum.

### Corts Generals d'Aragó
Les Corts Generals de la Corona d'Aragó eren corts conjuntes de les Corts del Regne d'Aragó, les del Regne de València i les del Principat. El Regne de Mallorca no convocava corts i enviava els seus representants a les Corts del Principat. Com que no es podien convocar fora del Principat ni fora d'Aragó, normalment se celebraven a Montsó o a Fraga, localitats situades a la frontera d'ambdós territoris.

### Institucionalització de les Corts Catalanes. Pere el Gran
Fou durant el regnat de Pere el Gran (1276-1285) que les Corts Reials Catalanes prengueren la forma institucional. Les primeres Corts Catalanes regulades foren les que se celebraren a Barcelona l'any 1283. En aquesta cort el rei s'obligava a celebrar General Cort anualment, amb participació representativa, per tractar del bon estat i reformació de la terra. El mateix rei establí que: 
| « | «Volem, statuïm e ordenam: que si nós o los successors nostres constitutió alguna general o statut fer volrem en Cathalunya, aquella o aquell façam de approbatió e consentiment dels prelats, dels barons, dels cavallers e dels ciutadans de Cathalunya, o ells apellats, de la major e de la pus sana part de aquells».(lib. 1.tit.15.const.1.pag.43) | » |

Tot i això, el període anual de convocatòria no s'arribà a complir del tot, així que més tard s'aprovà que la reunió de les corts es realitzés triennalment.

### Diputació del General
En les Corts de Montsó (1289), és designada una diputació permanent per recaptar el "servei" o tribut que els braços concedien al rei a petició seva; aquesta diputació permanent esdevindria el 1359 la Diputació del General, el reglament de la qual fou utilitzat per crear el 1418 la Generalitat Valenciana. Les Corts Generals de 1358-1359, celebrades a Barcelona, Vilafranca del Penedès i Cervera durant el regnat de Pere el Cerimoniós (1336-1387), estigueren caracteritzades per la Guerra contra Castella. Les grans despeses per la corona van motivar que les corts designessin dotze diputats amb atribucions ja executives en matèria fiscal i uns "oïdors de comptes" que controlarien l'administració sota l'autoritat simbòlica del diputat eclesiàstic de més alt rang; el considerat com primer president de la Generalitat fou Berenguer de Cruïlles, bisbe de Girona (1359).

### Corts de 1480. La Constitució de l'Observança
En aquestes Corts, les primeres de Ferran II el Catòlic, es van resoldre moltes qüestions que restaven pendents degut a la Guerra Civil Catalana (1462–1472): el paper de la Diputació del General, el pactisme i la devolució de les propietats. Aquests dos darrers punts es van materialitzar en el reconeixement d'una derrota compartida per ambdues parts, més centrada en la recerca de la reconstrucció del país que en la repressió dels vençuts. En aquestes Corts es va aprovar el capítol Poc valdría, anomenat posteriorment "Constitució de l'Observança", en el qual es recull l'obligació del rei de complir i respectar les constitucions de Catalunya. El capítol va encarregar a la Diputació del General el seguiment del seu compliment, tant per part del rei com dels seus oficials, i l'autoritzà a revocar qualsevol ordre contraria a l'ordenament jurídic català. Es considera una peça clau del pactisme català.

### Enfrontament amb l'absolutisme
L'any 1519, les corts es reuniren a Barcelona per reconèixer el primer monarca conjunt de les corones d'Aragó i de Castella, Carles I, i per discutir i aprovar el donatiu a la Cort Reial. Va ser durant la seva estança a Barcelona que Carles se n'assabentà de la seva elecció com a emperador del Sacre Imperi amb el nom de Carles V.
Durant el període dels Àustries, les Corts foren cada vegada menys cops convocades, ja que eren un fre al poder absolut reial. Per això la Generalitat, com a òrgan encarregat de vetllar pel compliment de les Constitucions de Catalunya, va anar prenent més protagonisme i força. Per tal de suplir la manca de representativitat i davant de la necessitat de consell en situacions crítiques, la Generalitat convocava els representants de les Corts que en aquell moment fossin a Barcelona en l'anomenada Junta de Braços la qual, a diferència de les Corts, mancava de capacitat legislativa.
Les Corts de 1626, realitzades durant el regnat de Felip III (IV de Castella) foren turbulentes a causa de l'oposició dels braços al projecte d'Unió d'Armes del Comte-duc d'Olivares, i quedaren fins i tot interrompudes, finalitzant en la següent convocatòria, l'any 1632. Aquest fou un dels factors que afavorí, pocs anys després, la Guerra dels Segadors (1640-1659).

### Abolició

Convocatòria de la cort general de 1705

Les darreres Corts Generals les va celebrar l'arxiduc Carles (o Carles III) a Barcelona el 1705-1706. Durant aquesta darrera Cort General el Principat va modernitzar la legislació i el sistema institucional de manera considerable, confirmant les decisions preses en les Corts de 1701-1702 presidides per Felip V així com es realitzà, segons l'historiador Joaquim Albareda, un avenç en l'establiment de drets individuals, civils i polítics, amb mesures com el secret de correspondència o la inviolabilitat dels càrrecs de la Diputació.
Finalitzada la Guerra de Successió, amb la promulgació dels decrets de Nova Planta, més que abolir-se de iure, es va escapçar i anul·lar la seva eficàcia:
| « | 2. [En castellà] He resuelto, que en el referido Principado, se forme una Audiencia, en la qual presidais Vos el Governador, Captan General, ò Comandante General de mis Armas, que aí huviere, de manera que los Despachos, despues de empezar con mi dictado, prosigan en su nombre; el qual Capitan General, ò Comandante, ha de tener solamente voto en las cosas de govierno, y esto hallandose presente en la Audiencia, devienvdo en Nominaciones de Oficiios y cosas graves, el Regente avisarle un dia antes de lo que se ha de tratar, con papel firmado de su mano, ò de palabra, con el Escrivano principal de la Audiencia. Y si el negocio pidiere pronta deliberacion, se avaisará con más anticipación. | » |

| « | 2. [Traducció al català] He resolt, que en el referit Principat, es formi una Audiència, en què presidiu vós el governador, capità general, o comandant general de les Armes, que allà hi hagués, de manera que els despatxos, després de començar amb el meu dictat, prossegueixin en nom seu, el qual capità general, o comandant, ha de tenir només vot en els afers de govern, i s'ha de trobar present això a l'Audiència, i en nominacions d'oficis i coses greus, el regent ha d'avisar-lo un dia abans del que s'hi ha de tractar, amb paper signat de la seva mà, o de paraula, amb l'escrivà principal de l'Audiència. I si el negoci demanés una deliberació aviat, s'avisarà amb més antelació. | » |

A partir d'aleshores els síndics (anomenats procuradors a Castella) van ser convocats a les Corts de Castella, un òrgan consultiu al qual el rei concedia privilegis o furs, i que, a diferència de les suprimides Corts a la Corona d'Aragó, no eren un òrgan normatiu. Posteriorment s'ha apel·lat repetidament als drets històrics per recuperar les institucions.